# Оригинал
Оригинал је назив петог студијског албума Наташе Беквалац, који се појавио у продаји од 6. јуна 2016. у издању Сити рекордса. Диск садржи 6 нових песама и велике хитове Псето, Оригинал, Позитивна, Најгора, Краљица нових љубави, Слушкиња, Могу да прођем и Ја сам добро, који су раније објављени. Песме Болесно те волим из 2014. и Грам љубави из 2012. године нису се нашле на албуму.

## Списак песама
На албуму се налазе следеће песме:
| Бр. | Назив                | Текст                         | Музика                    | Аранжман                              | Трајање |
| --- | -------------------- | ----------------------------- | ------------------------- | ------------------------------------- | ------- |
| 1.  | Лудило               | Драган Брајовић               | Ален Стајић               | Марко Перуничић, Небојша Арежина      | 03:31   |
| 2.  | Лаве мој             | Драган Брајовић               | Бојан Васић               | Марко Перуничић, Небојша Арежина      | 03:48   |
| 3.  | Прва                 | Марина Туцаковић              | Дамир Хандановић          | Ален Стајић                           | 03:34   |
| 4.  | Анђео и грешница     | Драган Брајовић               | Ален Стајић               | Марко Перуничић, Небојша Арежина      | 03:32   |
| 5.  | Псето                | Марина Туцаковић              | Бојан Васић               | Марко Перуничић, Небојша Арежина      | 03:29   |
| 6.  | Оригинал             | Драган Брајовић               | Ален Стајић               | Марко Перуничић, Небојша Арежина      | 03:15   |
| 7.  | Жетон                | Александра Милутиновић        | Александра Милутиновић    | Александра Милутиновић, Нихад Петоњић | 03:49   |
| 8.  | Хиљаду нула          | Марина Туцаковић              | Дамир Хандановић          | Марко Перуничић, Небојша Арежина      | 03:53   |
| 9.  | Позитивна            | Марина Туцаковић              | Moshe Peretz, Dudu Aharon | Марко Перуничић, Небојша Арежина      | 03:50   |
| 10. | Најгора              | Драган Брајовић, Драгиша Баша | Драгиша Баша              | Дејан Абадић                          | 03:39   |
| 11. | Краљица нових љубави | Марина Туцаковић              | Дамир Хандановић          | Дамир Хандановић                      | 03:45   |
| 12. | Слушкиња             | Александра Милутиновић        | Александра Милутиновић    | Александра Милутиновић, Нихад Петоњић | 04:04   |
| 13. | Могу да прођем       | Марина Туцаковић              | Дамир Хандановић          | Дамир Хандановић                      | 03:02   |
| 14. | Ја сам добро         | Наташа Беквалац               | Дејан Абадић              | Драгиша Баша                          | 04:43   |

## Обраде
- 9. Позитивна (оригинал: Moshe Peretz – Ani Shelach - 2008)

## Спотови
- Лудило
- Лаве мој
- Прва
- Псето
- Оригинал
- Жетон
- Хиљаду нула
- Позитивна
- Најгора
- Краљица нових љубави
- Могу да прођем
- Ја сам добро